# 黃安福
黃安福（1957年—2019年1月19日），台灣玻璃藝術家，出生於台灣雲林縣，唸初中時隨兄長移居至新竹，本於1972年成立精工工業社從事玻璃藝品的外銷，主要在在香山及古奇峰製作玻璃製品，由於對玻璃的熱愛與對產業升級的體認，於1987年起投入個人藝術玻璃的創作，後於1991年配合政府推動技藝教育與訓練，在新竹縣創設國中玻璃技藝教育班且協辦新竹市文化中心五週年館慶，並於1992年以作品"荷花"獲台灣手工藝優良獎。
黃安福在1993年正式將工業社改組為安福玻璃雕塑室，並以作品"松竹梅"獲得文建會民族工藝獎佳作。參予新竹市五屆國際玻璃藝術節的規劃，且在1996年應邀至美國、法國展出十二生肖展。
黃安福擅長使用實心雕塑法，將玻璃在高溫下化為流動的熔液，用雙手轉拉，利用拉、擠、扭、捏等技巧，把玻璃變幻作他所鍾情的動物、花卉、昆蟲等為主題。
黃安福於個人創作之餘，同時擔任台灣工藝發展協會理事長，亦積極培養高中大專玻璃藝術人才，在1994年協助新竹市富禮國中成立附設技藝中心、1998年擔任香山高中玻璃藝術教師、2006年時榮獲第一屆台灣工藝之家。並在隔年進駐國立臺灣工藝研究發展中心。

## 得獎紀錄
- 1992年，"荷花"獲台灣手工藝優良獎
- 1993年，"松竹梅"獲文建會民族工藝獎佳作
- 1995年，"五福臨門"獲第三屆金玻獎銅牌

## 展演紀錄
- 1987～1990年地方美展年年參展
- 1991年 協辦新竹市文化中心五週年館慶─高雄、新竹文化交流展
- 1994年 應海軍敦睦艦隊邀訪東南亞各國展出
- 1995年 「第一屆竹塹國際玻璃展」應邀到美國、法國文化中心示範表演、「台灣工藝展」台中、高雄美術館現場示範展演
- 1995～1997年間於台北手工業展示中心、桃園縣文化中心、台中縣文化中心、彰化與花蓮社教館辦理個展
- 1996年 至美國、法國、拉脫維亞展出「十二生肖展」
- 1996～1999年間各地文化中心美術館巡迴展
- 1997年 於新竹市文化中心辦理個展、中正機場工藝展、行政院文建會美化空間聯展
- 1998年 作品"卯兔團福"參加總統府文化藝廊聯展、地方產業特展─竹塹玻璃藝術聯展國父紀念館展出
- 1999年 北京國際青少棒會作師生展演、國立歷史博物館「竹塹玻璃藝術展」
- 2000年 作品"龍行天下"應邀到美國、法國、拉脫維亞展出及總統府文化藝廊、行政院美化空間聯展
- 2001年 台北火車站文化藝廊舉辦「黃安福玻璃雕塑展」
- 2002年 新竹新光三越百貨文化館─「竹塹玻璃協會會員聯展」
- 2003年 新竹市玻璃工藝博物館－－羊年生肖邀請展、新竹市竹塹玻璃協會會員展、新竹市中興百貨─生肖邀請展、芝加哥戴利新聞文化中心─羊年生肖邀請特展、巴黎台北新聞文化中心─羊年生肖邀請特展、新竹市文化局「風城美展」─純陽作品邀請展
- 2004年 作品"輩輩封侯"應邀到美國、法國展出、作品"呵護、瞧"獲國際玻璃藝術節國際館邀展
- 2005年 郵園驚夢-玻璃與佛雕藝術聯展、新竹市玻璃工藝博物館「玻璃薪傳─黃安福創作展」、作品"可魯家族"國立台灣手工藝研究所GOGO年﹙狗年﹚邀展
- 2006年 新竹市竹塹玻璃協會會員展
- 2007年 新竹市玻璃工藝博物館—豬年生肖邀請展、竹塹玻璃協會會員展、新竹市國際玻璃藝術節名家邀請展、台加文化交流協會溫哥華&多倫多台加文化節、上海民族民俗民間文化博覽會、新竹市文化局台灣工藝之家聯展
- 2008年 台灣工藝發展協會誰是2008工藝星光幫展、台加文化交流協會加拿大康布藍2008花燈節、上海民族民俗民間文化博覽會、2008台灣工藝之家大展『自慢活』、新竹市竹塹玻璃協會會員展